# Partito Socialista Polacco - Libertà, Uguaglianza, Indipendenza
Il Partito Socialista Polacco - Libertà, Uguaglianza, Indipendenza (polacco: Polska Partia Socjalistyczna - Wolność, Równość, Niepodległość, PPS-WRN) è stato un partito politico clandestino nella Polonia occupata durante la seconda guerra mondiale, continuando le tradizioni del Partito Socialista Polacco.

## Storia
Il PPS-WRN è stato formato subito dopo il congelamento ufficiale delle attività del PPS nel settembre 1939. Alla fine della seconda guerra mondiale, il nome e l'eredità politica del Partito Socialista Polacco sono stati rivendicati sia dal PPS-WRN sia dal Partito Socialista Polacco dei Lavoratori (polacco: Robotnicza Partia Polskich Socjalistów) filo-comunista, costituitosi nel 1943, che nel 1948, fondendosi con il Partito dei Lavoratori Polacchi (in polacco: Polska Partia Robotnicza - PPR), diede vita al Partito Operaio Unificato Polacco (in polacco: Polska Zjednoczona Partia Robotnicza - PZPR), partito che avrebbe dominato la scena politica della Repubblica Popolare di Polonia fino al 1989.
Alla fine, nel 1947, la maggior parte degli attivisti del PPS-WRN venne arrestata dalla polizia segreta polacca, Urząd Bezpieczeństwa; i resti hanno cessato l'attività politica, sono emigrati o si sono uniti al Partito Operaio Unificato Polacco.
Le sue formazioni militari nella resistenza polacca furono la Gwardia Ludowa WRN, trasformata nel maggio 1944 in unità militare di emergenza della rivolta socialista e la Milicja Robotnicza PPS-WRN che era la vera e propria milizia di partito.